# جيمس بروس توماس
جيمس بروس توماس (بالإنجليزية: James Burrows Thomas)‏ هو قاضي أسترالي، ولد في 12 مارس 1935.